# Benskydd

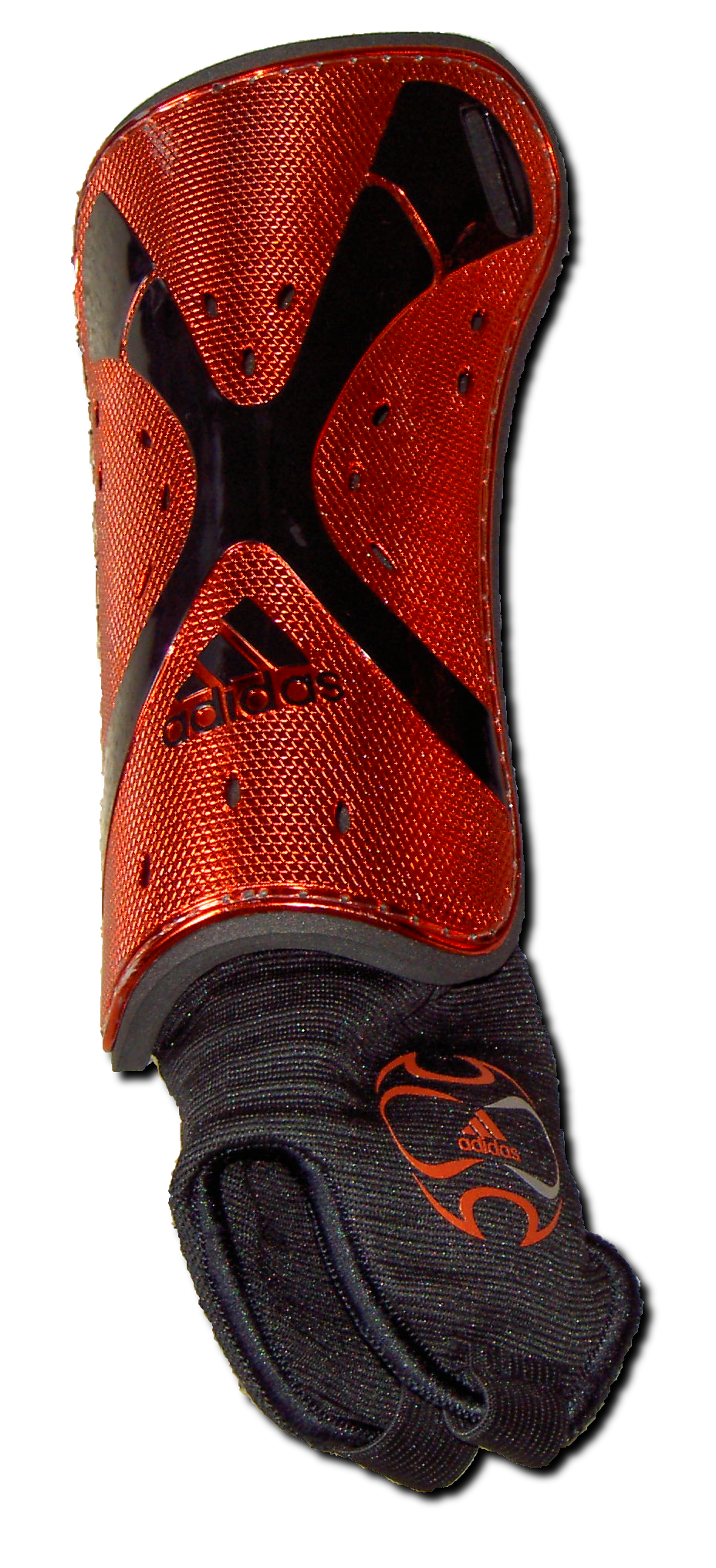
Fotbollsbenskydd

Benskydd är ett brett begrepp för olika former av skyddsplagg för underbenen (jämför lårskydd, knäskydd). Sådant kan vara vara olika former av vadderat skydd inom sport eller arbete, samt rustningsplagg såsom benskenor och pansarhosor.

## Inom sport
Sporter som involverar benskydd är bland annat: fotboll, baseboll, ishockey, landhockey, lacrosse, cricket och olika extremsporter, grundat i olika regler/lagar eller efter användarens egna behov. 
Inom hästpolo har även hästarna benskydd.

## Bilder

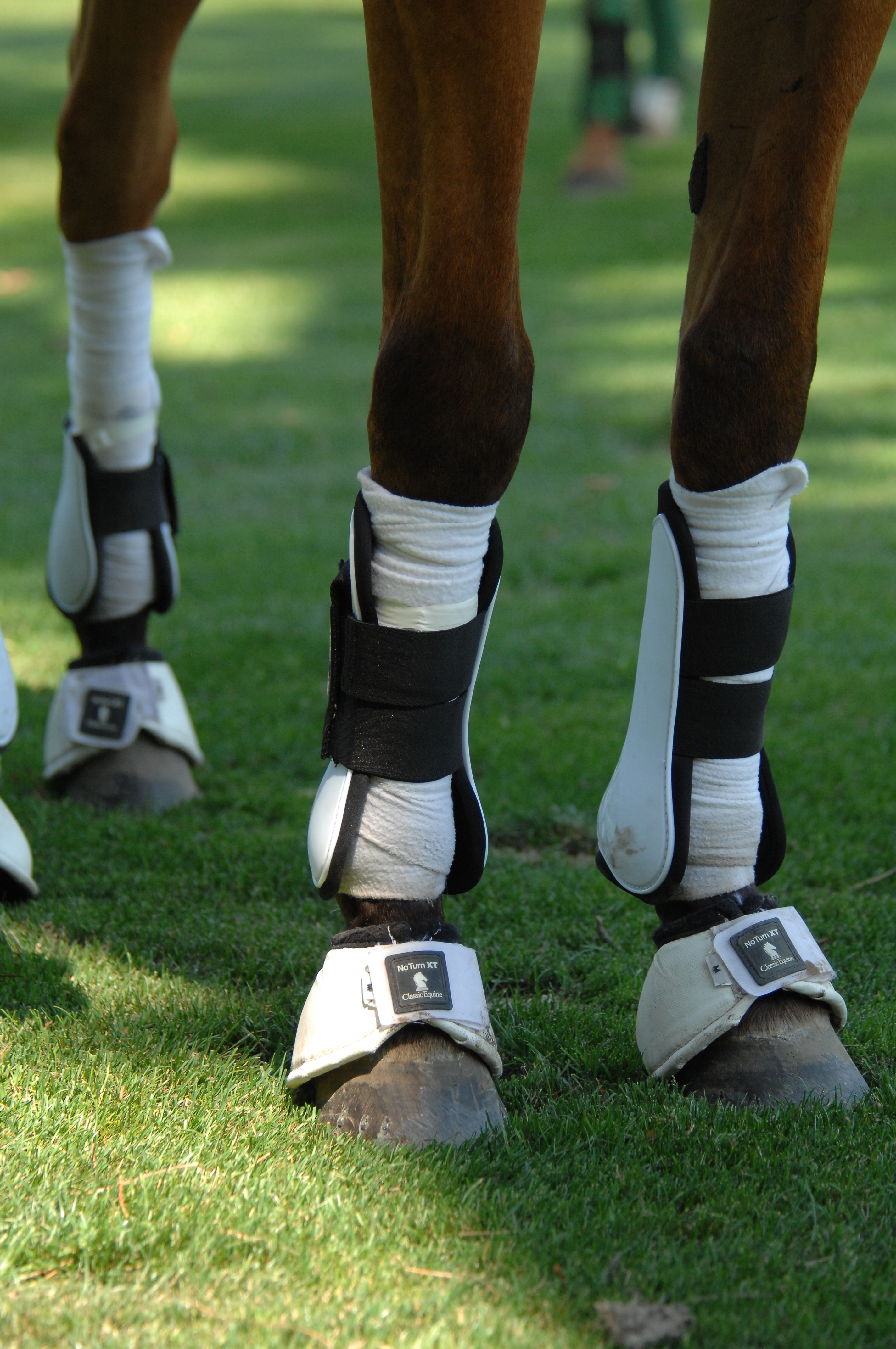
Benskydd hos polohäst.
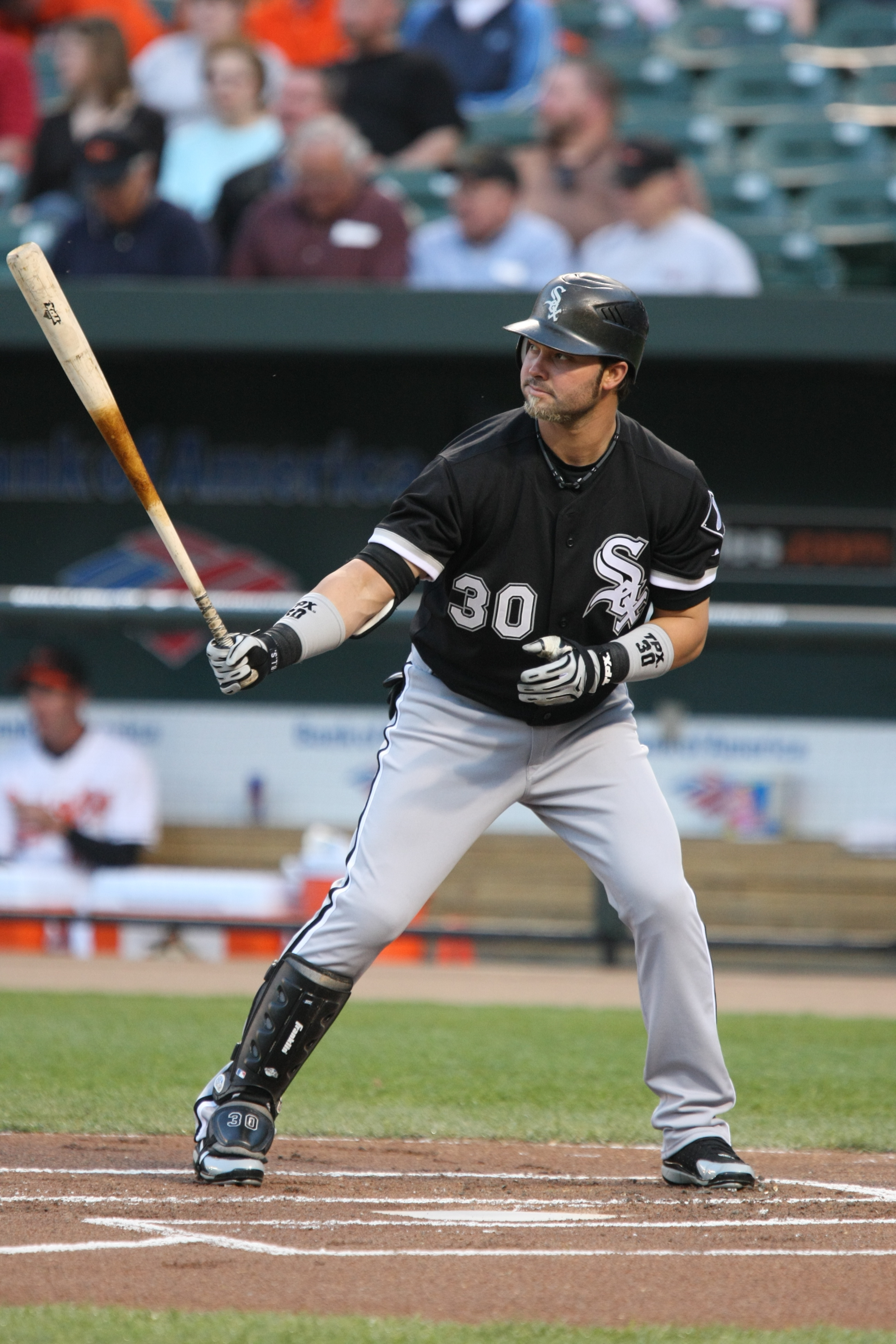
Basebollspelare med benskydd.
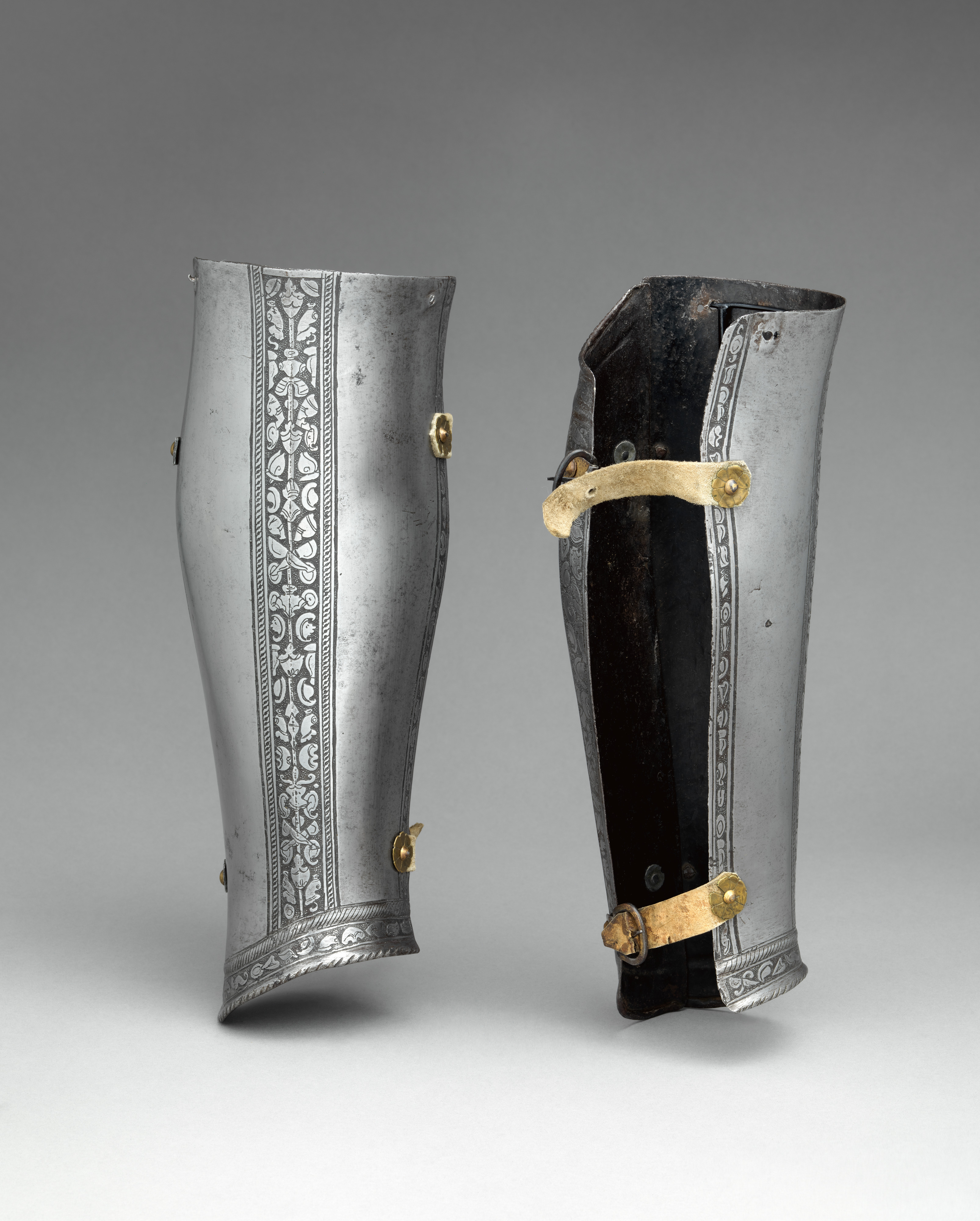
Medeltida benskenor i rustningsplåt.
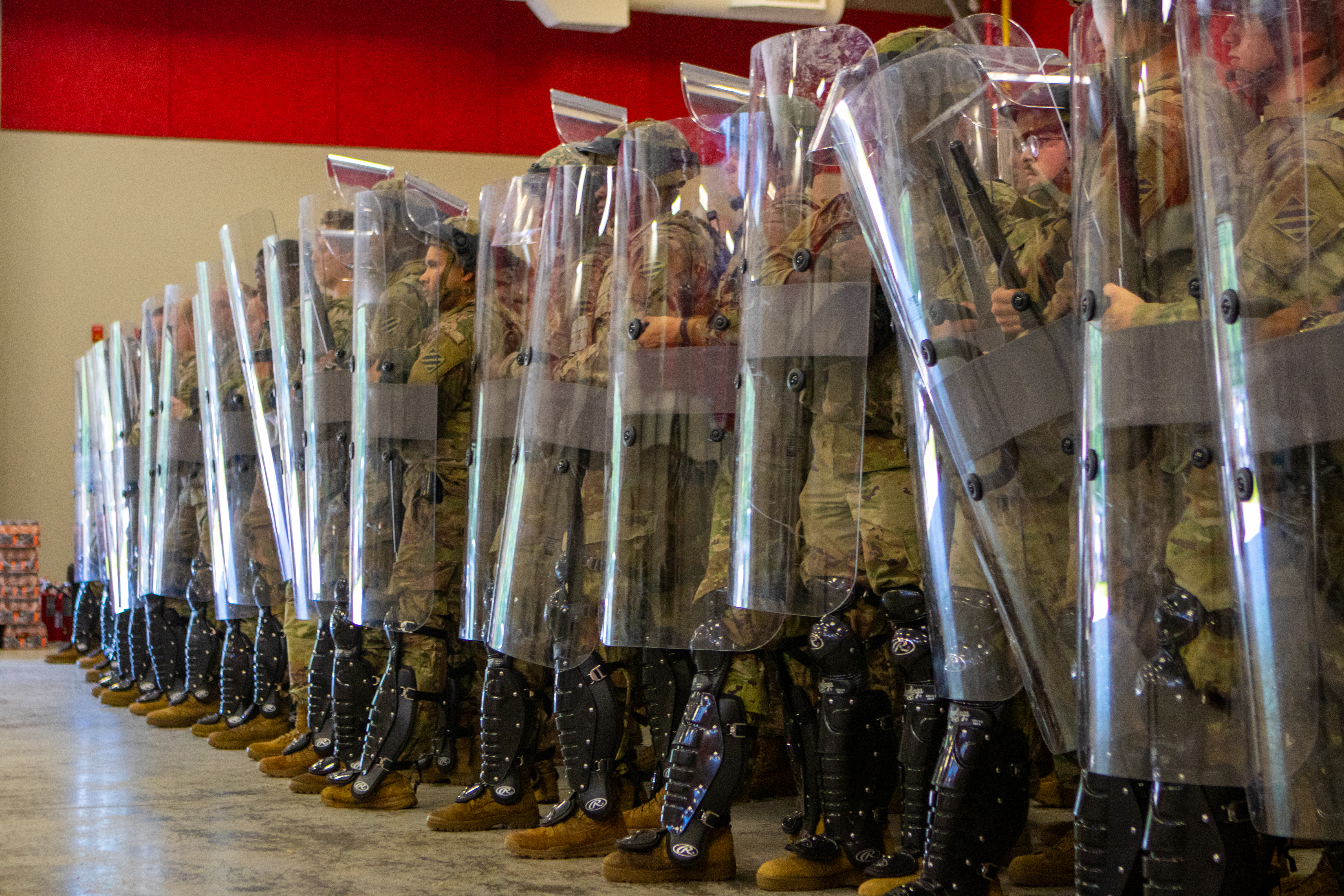
Kravallpolis med sköld och benskenor.